# Campeonato Europeu de Fórmula 3 da FIA (2012–2018)
O Campeonato Europeu de Fórmula 3 da FIA foi uma competição de automobilismo de Fórmula 3 da Europa, promovida pela Federação Internacional de Automobilismo (FIA).
Depois de uma temporada do Troféu Internacional de Fórmula 3 da FIA, a FIA recriou o Campeonato Europeu de Fórmula 3 da FIA. A temporada de dez eventos incluiu sete rodadas da Fórmula 3 Euro Series, duas rodadas da Fórmula 3 Britânica e uma rodada de apoio da Deutsche Tourenwagen Masters (DTM) em Brands Hatch. A partir de 2013, a categoria começou a realizar suas próprias rodadas, com base na extinta Fórmula 3 Euro Series.
Esta competição foi realizada até o ano de 2018, em 2019, o Campeonato Europeu de Fórmula 3 da FIA se fundirá com a GP3 Series para formar uma nova categoria, o Campeonato de Fórmula 3 da FIA. Além disso, o atual organizador desta competição, o Deutscher Motor Sport Bund, passará a organizar seu próprio campeonato de Fórmula 3 usando os carros atuais até pelo menos o ano de 2019 para disputar a temporada da Deutsche Tourenwagen Masters de 2019.

## História
Em 9 de março de 2012, a FIA anunciou o renascimento da categoria, denominado Campeonato Europeu de Fórmula 3 da FIA, que absorveu efetivamente o Troféu Internacional de Fórmula 3 da FIA e a Fórmula 3 Euro Series.
A temporada de dez eventos incluiu sete rodadas da Fórmula 3 da Euro Series, duas rodadas da Fórmula 3 Britânica e uma rodada de apoio da DTM em Brands Hatch. A partir de 2013, a categoria começou a realizar suas próprias rodadas, com base na extinta Fórmula 3 Euro Series.
Em 2019, a categoria vai se fundir com a GP3 Series para formar uma nova categoria, o Campeonato de Fórmula 3 da FIA.

## Campeões
| Temporada | Campeão            | Equipe          | Equipe campeã   | Novato campeão    |
| --------- | ------------------ | --------------- | --------------- | ----------------- |
| 2012      | Daniel Juncadella  | Prema Powerteam | Não concedido   | Não concedido     |
| 2013      | Raffaele Marciello | Prema Powerteam | Prema Powerteam | Não concedido     |
| 2014      | Esteban Ocon       | Prema Powerteam | Prema Powerteam | Esteban Ocon      |
| 2015      | Felix Rosenqvist   | Prema Powerteam | Prema Powerteam | Charles Leclerc   |
| 2016      | Lance Stroll       | Prema Powerteam | Prema Powerteam | Joel Eriksson     |
| 2017      | Lando Norris       | Carlin          | Prema Powerteam | Lando Norris      |
| 2018      | Mick Schumacher    | Prema Powerteam | Prema Powerteam | Robert Shwartzman |